# Фадва Тукан
Фадва Тукан (арап. فدوى طوقان, романизовано: Fadwā Ṭūqān; 1. март 1917 – 12. децембар 2003) била је палестинска песникиња позната по својим представљањима отпора израелској окупацији у савременој арапској поезији. Понекад је називана "Песникињом Палестине". Тукан се нашироко сматра симболом палестинског отпора и „једном од најистакнутијих личности модерне арапске књижевности.“

## Биографија
Рођена у Наблусу у богатој палестинској породици Тукан, познатој по својим достигнућима у многим областима, школовала се до 13. године када је била приморана да напусти школу као млада због болести. Један од њене браће, Ибрахим Тукан, познат као песник Палестине, преузео је одговорност за њено образовање, дао јој књиге да чита и научио је енглески. Он ју је и увео у поезију. Тукан је на крају похађала Универзитет Оксфорд, где је студирала енглески језик и књижевност.
Најстарији брат Фадве Тукан је Ахмад Тукан, бивши премијер Јордана.

## Поезија
Њена поезија је позната по својој препознатљивој хроници страдања њеног народа, Палестинаца, посебно оних који живе под израелском окупацијом. Доприносила је бахреинском прогресивном часопису, Савт ал-Бахраин, раних 1950-их.
Тукан је на крају објавила осам збирки поезије, које су преведене на многе језике и уживају углед широм арапског света. Њена књига, Alone With The Days, фокусирала се на тешкоће са којима се суочавају жене у арапском свету којим доминирају мушкарци. После Шестодневног рата, њена поезија се фокусирала на тешкоће живота под израелском окупацијом. Једна од њених најпознатијих песама, "The Night And the Horsemen", описује живот под израелском војном влашћу.
Тукан је умрла 12. децембра 2003. током врхунца Ал-Акса Интифаде, док је њен родни град Наблус био под опсадом. Песма Wahsha: Moustalhama min Qanoon al Jathibiya (Чежња: Инспирисана законом гравитације) била је једна од последњих песама које је написала док је углавном била прикована за кревет.
Њену поезију поставља Мохамед Феруз у својој Трећој симфонији.